# Cephalophrixothrix clypeatus
Cephalophrixothrix clypeatus är en skalbaggsart som beskrevs av Wittmer 1976. Cephalophrixothrix clypeatus ingår i släktet Cephalophrixothrix och familjen Phengodidae. Inga underarter finns listade i Catalogue of Life.